# Rob Van Dam
Rob Szatkowski (18. prosinca 1970.) poznatiji pod svojim imenom u ringu Rob Van Dam (često skraćeno na RVD) je američki profesionalni hrvač i glumac koji trenutno ima ugovor s Impactom Wrestlingom. Tijekom svoje karijere radio je za više organizacija, uključujući Extreme Championship Wrestling (ECW), World Wrestling Federation/Entertainment (WWF/E) i Total Nonstop Action Wrestling (TNA). Van Dam je osvojio ukupno 21 naslov i jedini je hrvač u povijesti koji je držao WWE Championship, ECW World Heavyweight Championship i TNA World Heavyweight Championship (jednom je držao kada su WWE i ECW naslove kada su istovremeno bili u WWE-iju). 
Van Dam je stekao popularnost u ECW-u prije uspješne katijere u WWE-ju i TNA-ju. Između ECW-a, WWF/E-a i TNA-a, Van Dam je bio u glavnim događajima na mnogim plati-pa-vidi događajima tijekom tri desetljeća između 1990-ih i 2010. godine. U 2002., Van Dam je rangiran broj jedan profesionalni hrvač u svijetu po Pro Wrestling Illustrated. Čitatelji časopisa proglasili su ga "najpopularnijim hrvačem" 2001. i ponovno 2002. godine. WWE ga je proglasio najvećom zvijezdom u povijesti ECW-a 2014.